# علي شنيمر
علي محمد شنيمر (مواليد 10 نوفمبر 1996) هو لاعب كرة قدم سعودي لعب سابقاً في نادي حطين.